# Schindleria brevipinguis
Schindleria brevipinguis (лат.) — коралловая лучепёрая рыба из семейства бычковых (Gobiidae), известная по двум изолированным ареалам в районе Большого барьерного рифа. Одна из самых маленьких рыб в мире, удерживавшая это звание с 2004 года до детального исследования полового диморфизма Photocorynus spiniceps в 2005 и описания вида Paedocypris progenetica в 2006 году.

## Внешний вид и образ жизни
Schindleria brevipinguis, впервые обнаруженная ещё в 1979 году, но описанная в научной прессе только в 2004 году, отобрала звание самого маленького известного вида позвоночных у другого вида из семейства бычковых — Trimmatom nanus — и оставалась таковым до появления в печати в конце 2005 и начале 2006 годов сообщений о ещё более мелких рыбах Paedocypris progenetica и Photocorynus spiniceps. Средняя длина тела самца составляет только 7,9 мм, самки с икрой — 8,4 мм. Вес тела — 1 мг.
Как и у других видов рода Schindleria, внешний облик данного вида является педоморфичным — взрослые особи по облику напоминают мальков. Это касается не только очень маленьких размеров тела, но и деталей внешнего вида. У Schindleria brevipinguis атрофированы зубы и плавники, отсутствуют чешуя и пигментация (единственной окрашенной частью тела являются глаза). Предположительный срок жизни для представителей вида составляет лишь два месяца. У самцов имеется направленный вперёд гибкий урогенитальный вырост без утолщений и дополнительных отростков. Несмотря на очень малый вес, Schindleria brevipinguis отличается от других видов данного рода более «плотным» телосложением, на что указывают как её латинское видовое название (состоящее из корней brevis — короткий — и pinguis — толстый, массивный), так и английское название «stout infantfish».

## Ареал
Schindleria brevipinguis известна по двум изолированным локациям в районе Большого барьерного рифа. Первый расположен между островом Лизард и рифом Картера, а второй рядом с рифом Оспрей в Коралловом море, у северной оконечности Большого Барьерного рифа. Рыбы этого вида обитают в эвфотической зоне на глубинах от 15 до 30 м в непосредственной близости от коралловых рифов.
Численность вида неизвестна, однако предположительно достаточно высока, чтобы в Красной книге он получил статус вида под наименьшей угрозой. Экологические проблемы коралловых рифов угрожают среде обитания Schindleria brevipinguis, но короткий срок жизни и высокий темп воспроизводства позволяют виду легко адаптироваться к изменениям в окружающем мире; кроме того, ареал вида расположен в акватории национального парка Большой Барьерный риф, что обеспечивает ему дополнительную защиту от разрушительной деятельности человека.